# 2 Dywizja Jazdy
2 Dywizja Jazdy (2 DJ) – wielka jednostka kawalerii Wojska Polskiego II RP.
Na podstawie rozkazu Naczelnego Dowództwa WP L. dz. 7710/1 z 2 lipca 1920 utworzono Grupę Operacyjną Jazdy. W jej składzie zorganizowana została 2 Dywizja Jazdy. Jej dowództwo objął płk Marian Oksza-Orzechowski. W jej skład miały wejść 1 i 7 Brygady Jazdy.
Po raz drugi dywizja sformowana została w składzie Korpusu Jazdy gen. Juliusza Rómmla.

## Walki dywizji
W dniach od 16–17 września 1920 pod Letczanami dowodzona przez płk. Orlicz-Dreszera 2 DJ osaczyła w rejonie Letczan 3 Brygadę 14 Dywizji kawalerii z 1 Armii Konnej. Jej zdemoralizowane resztki wziął do niewoli 203 pułk ułanów.
W pościgu za cofającymi się wojskami 12 Armii Nikołaja Kuźmina, 21 września Korpus Kawalerii płk. Juliusza Rómmla osiągnął linię Horynia. Tutaj, z braku amunicji, pościg przerwano. W tym czasie na wschód od Horynia 1 Armia Konna Siemiona Budionnego uzupełniała swoje stany i reorganizowała się. Według polskiego wywiadu, Siemion Budionny, wraz ze swoim sztabem, miał kwaterować w Korcu. W tej sytuacji dowódca Korpusu Jazdy płk Rómmel zaproponował dokonanie zagonu na Korzec. Plan zakładał sforsowanie Horynia pod Aleksandrią i obejście północnego skrzydła 1 Armii Konnej.
26 września o świcie Korpus Jazdy ruszył do działań. Zadanie główne wykonywała 2 Dywizja Jazdy. Maszerowała ona przez Pustomyty i Daniczów na Korzec, a 1 Dywizja Jazdy ubezpieczała ją z kierunku Międzyrzecza i Samostrieły. Około 15.00 grupa uderzeniowa dotarła pod Korzec, częścią sił obeszła miasto od wschodu i uderzyła na stacjonującą tam brygadę 44 Dywizji Strzelców. Zaskoczenie Sowietów było całkowite. Polscy ułani wzięli do niewoli kilkuset jeńców, zdobyli 6 armat i 10 ckm-ów. Nie zrealizowano jednak głównego celu działania, jakim było zniszczenie sztabu 1 Armii Konnej i jej oddziałów. Te odmaszerowały wcześniej w kierunku na Berdyczów.

## Organizacja dywizji
4 sierpnia 1920
- 1 Brygada Jazdy (5, 17 puł, 2 pszw)
- 3 Brygada Jazdy (8, 11, 12 puł.)

W składzie korpusu
- Dowództwo 2 Dywizji Jazdy
- 8 Brygada Jazdy - ppłk Stanisław Grzmot-Skotnicki
- 9 Brygada Jazdy - mjr Jan Głogowski

## Obsada personalna dowództwa
| Obsada personalna dowództwa dywizji w październiku 1920 | Obsada personalna dowództwa dywizji w październiku 1920 |
| Stanowisko                                              | Stopień, imię i nazwisko                                |
| ------------------------------------------------------- | ------------------------------------------------------- |
| Dowódca dywizji                                         | płk Gustaw Orlicz-Dreszer                               |
| Adiutant                                                | ppor. Jakub Sztembarth                                  |
| Zastępca dowódcy dywizji                                | płk Mikołaj Waraksiewicz                                |
| Szef sztabu                                             | mjr szt. gen. Roland Bogusz                             |
| Szef oddziału I                                         | por. ad. szt. Wiktor Brudkiewicz                        |
| Szef oddziału II                                        | por. Władysław Bielobradek                              |
| Oficer oddziału III                                     | ppor. Jerzy Wyrzykowski                                 |
| Oficer oddziału III                                     | ppor. Wacław Budzyński                                  |
| Szef oddziału IV                                        | por. Konrad Zembrzuski                                  |
| Szef oddziału V                                         | por. Ksawery Zalewski                                   |
| Oficer oddziału V                                       | ppor. Marian Sobociński                                 |
| Szef sanitarny                                          | mjr Józef Stanisław Kulesza                             |
| Oficer                                                  | ppor. Stefan Łysakowski                                 |
| Lekarz weterynarii                                      | rtm. lek. wet. Zygmunt Filipowicz                       |
| Proboszcz dywizji                                       | ks. Jan Keller                                          |
| Dowódca taborów                                         | rtm. Edmund Mierzejewski                                |
| Referent broni                                          | kpt. Rafał Narkoń                                       |
| Szef sądu polowego                                      | kpt. ks. dr Władysław Drobniewicz                       |
| Oficer sądu                                             | por. Stanisław Iwanowski                                |
| Oficer sądu                                             | por. dr Jan Theobald                                    |
| Oficer sądu                                             | ppor. ks. Aleksander Kaliniewicz                        |
| Instruktor jazdy koni                                   | rtm. Franciszek Źródłowski                              |
| Dowódca plutonu sztabowego                              | por. Stefan Sikorski                                    |